# Gilia flavocincta
Gilia flavocincta är en blågullsväxtart. Gilia flavocincta ingår i släktet gilior, och familjen blågullsväxter.

## Underarter
Arten delas in i följande underarter:
- G. f. australis
- G. f. flavocincta

## Bildgalleri

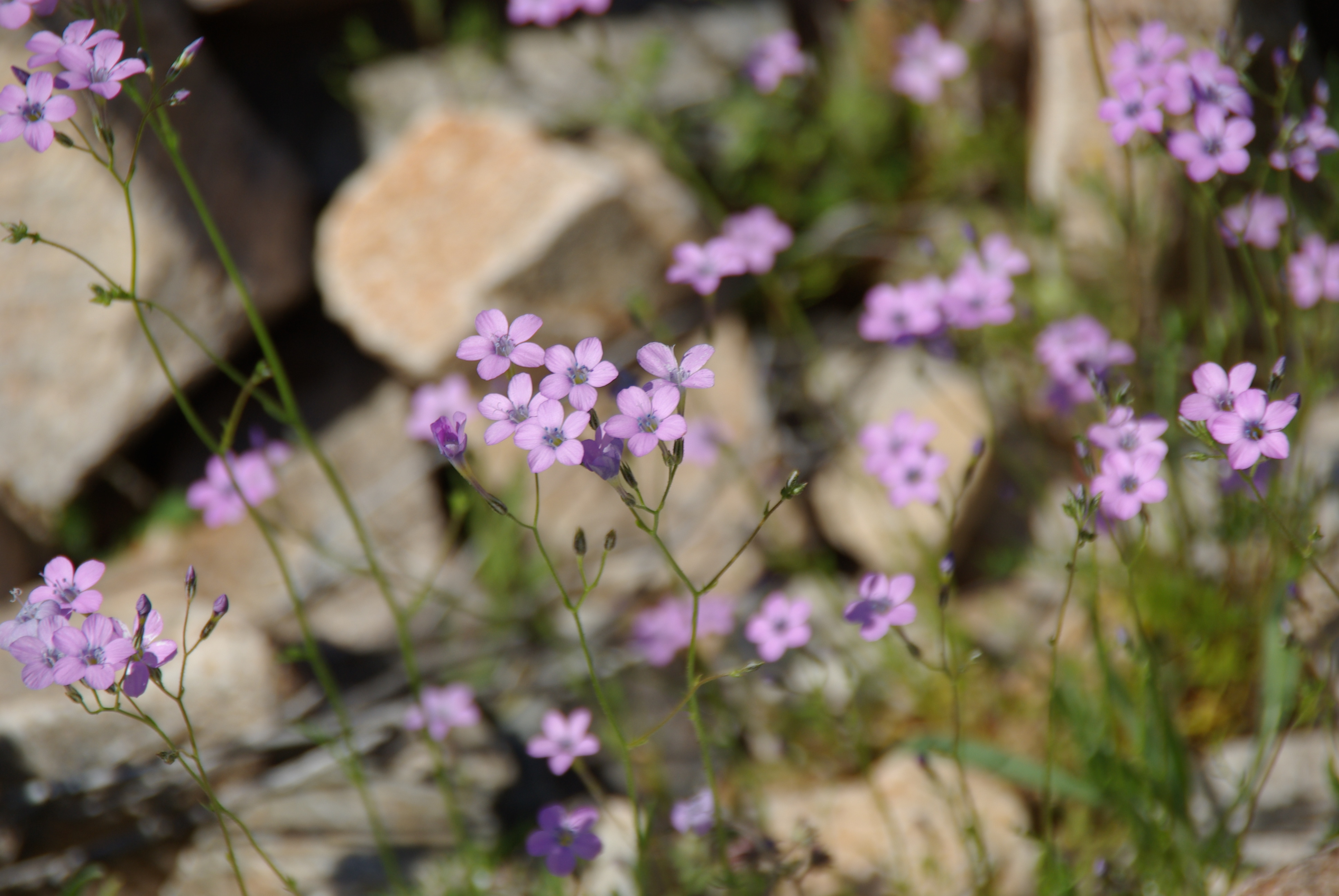